# Liselotte Köster
Liselotte Köster (* 3. Mai 1911 in Berlin; † 19. September 1987 ebenda) war eine deutsche Tänzerin.

## Leben
Köster erhielt ihre Tanzausbildung bei Tatjana und Victor Gsovsky. Seit der Spielzeit 1928/29 trat sie an der Berliner Staatsoper auf und gehörte von 1935/36 bis zur Theaterschließung 1944 dem Deutschen Opernhaus an. Von 1945 bis 1960 war sie wieder Solotänzerin an der Städtischen Oper Berlin, danach erschien sie noch einige Male als Gastballerina.
Köster kreierte zahlreiche Charakterrollen, darunter Rudolf Köllings Der Stralauer Fischzug und Die Gaunerstreiche der Courasche (beide 1936), Jens Keiths Josephs Legende (1946), Janine Charrats Abraxas (1949), G. Blanks Lysistrata (1951) und Tatjana Gsovskys Hamlet (1953).
Sie war mit dem Tänzer Jockel Stahl (1911–1957) verheiratet, mit dem zusammen sie auf Tourneen bei zahlreichen Matineen und Solotanzabenden im In- und Ausland auftrat. Mehrmals waren die beiden mit temperamentvollen Tanzeinlagen auch in Spielfilmen zu sehen.

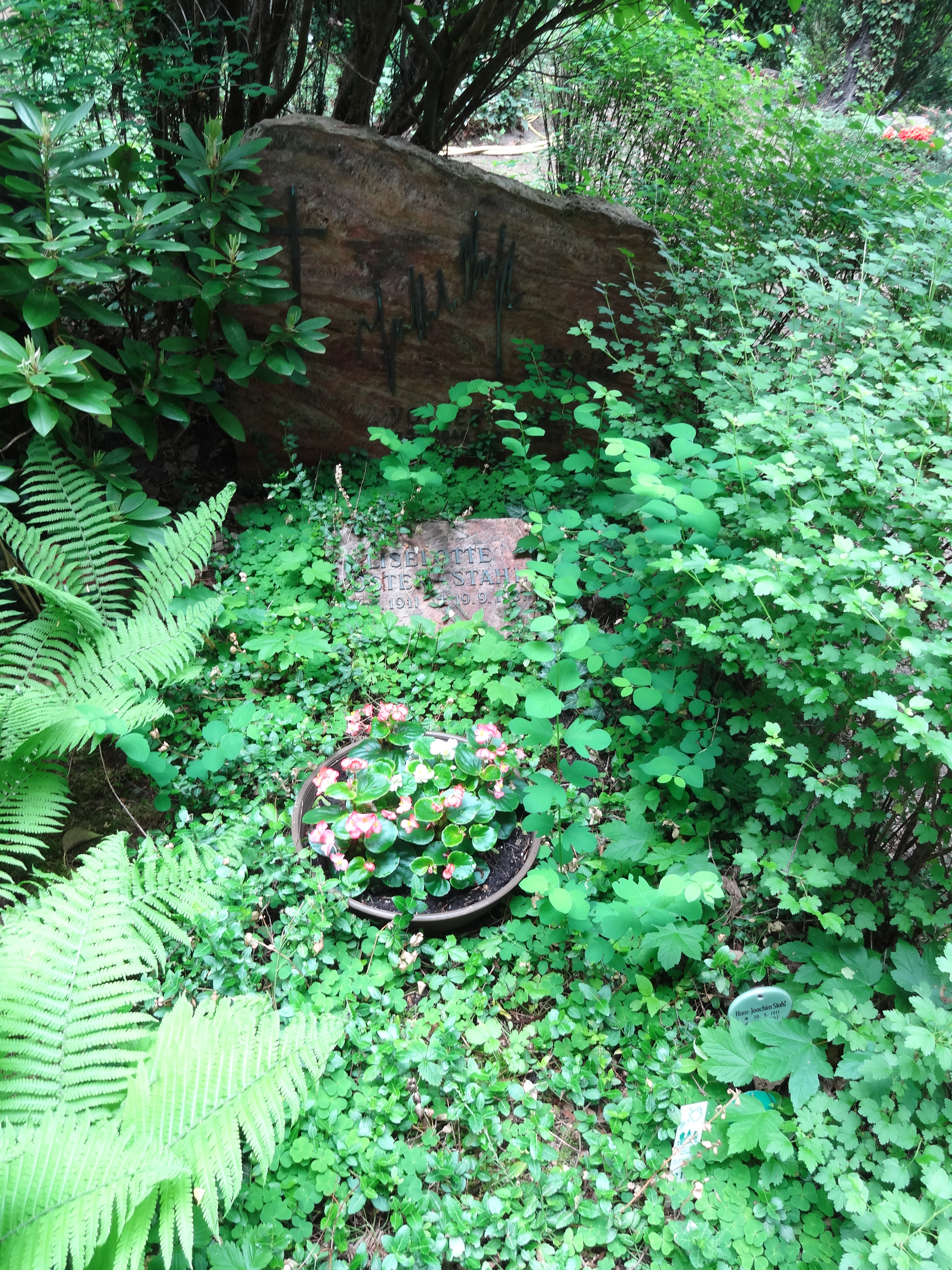
Grab von Liselotte Köster auf dem Friedhof Heerstraße in Berlin-Westend

Liselotte Köster starb im September 1987 im Alter von 76 Jahren in Berlin. Beigesetzt wurde sie neben ihrem Gatten Jockel Stahl auf dem landeseigenen Friedhof Heerstraße im Bezirk Charlottenburg im heutigen Ortsteil Berlin-Westend (Grablage: 18-L-4).
Der Nachlass von Liselotte Köster befindet sich im Deutschen Tanzarchiv Köln.

## Hörspiele (Auswahl)
- 1960: Fjodor Dostojewski: Der ewige Gatte – Regie: Theodor Steiner (HR)

## Filmografie
- 1936: Schlußakkord
- 1937: Gauner im Frack
- 1949: Die Buntkarierten
- 1951: Es geht nicht ohne Gisela
- 1951: Die verschleierte Maja
- 1952: Tanzende Sterne
- 1952: Der Fürst von Pappenheim
- 1953: Wenn der weiße Flieder wieder blüht
- 1954: Geld aus der Luft
- 1954: Alles für dich, mein Schatz
- 1955: Undine
- 1955: Ja, ja, die Liebe in Tirol
- 1955: Inspektor Bucket klärt den Tulkinghorn-Mord auf (Serie Die Galerie der großen Detektive)
- 1957: Stacheltier – Tanz in der Galerie (Defa-Kurzfilm)